# Niscemi
Niscemi is een gemeente in de Italiaanse provincie Caltanissetta (regio Sicilië) en telt 26.911 inwoners (31-12-2004). De oppervlakte bedraagt 96,5 km², de bevolkingsdichtheid is 279 inwoners per km².

## Demografie
Niscemi telt ongeveer 10037 huishoudens. Het aantal inwoners steeg in de periode 1991-2001 met 2,4% volgens cijfers uit de tienjaarlijkse volkstellingen van ISTAT.
| Jaar | Inwoneraantal |
| ---- | ------------- |
| 1991 | 26.998        |
| 2001 | 27.641        |

## Geografie
De gemeente ligt op ongeveer 332 m boven zeeniveau.
Niscemi grenst aan de volgende gemeenten: Caltagirone (CT), Gela, Mazzarino.